# Vin rosé
 (mars 2023).
Si vous disposez d'ouvrages ou d'articles de référence ou si vous connaissez des sites web de qualité traitant du thème abordé ici, merci de compléter l'article en donnant les références utiles à sa vérifiabilité et en les liant à la section « Notes et références ».
Pour les articles homonymes, voir Rosé.

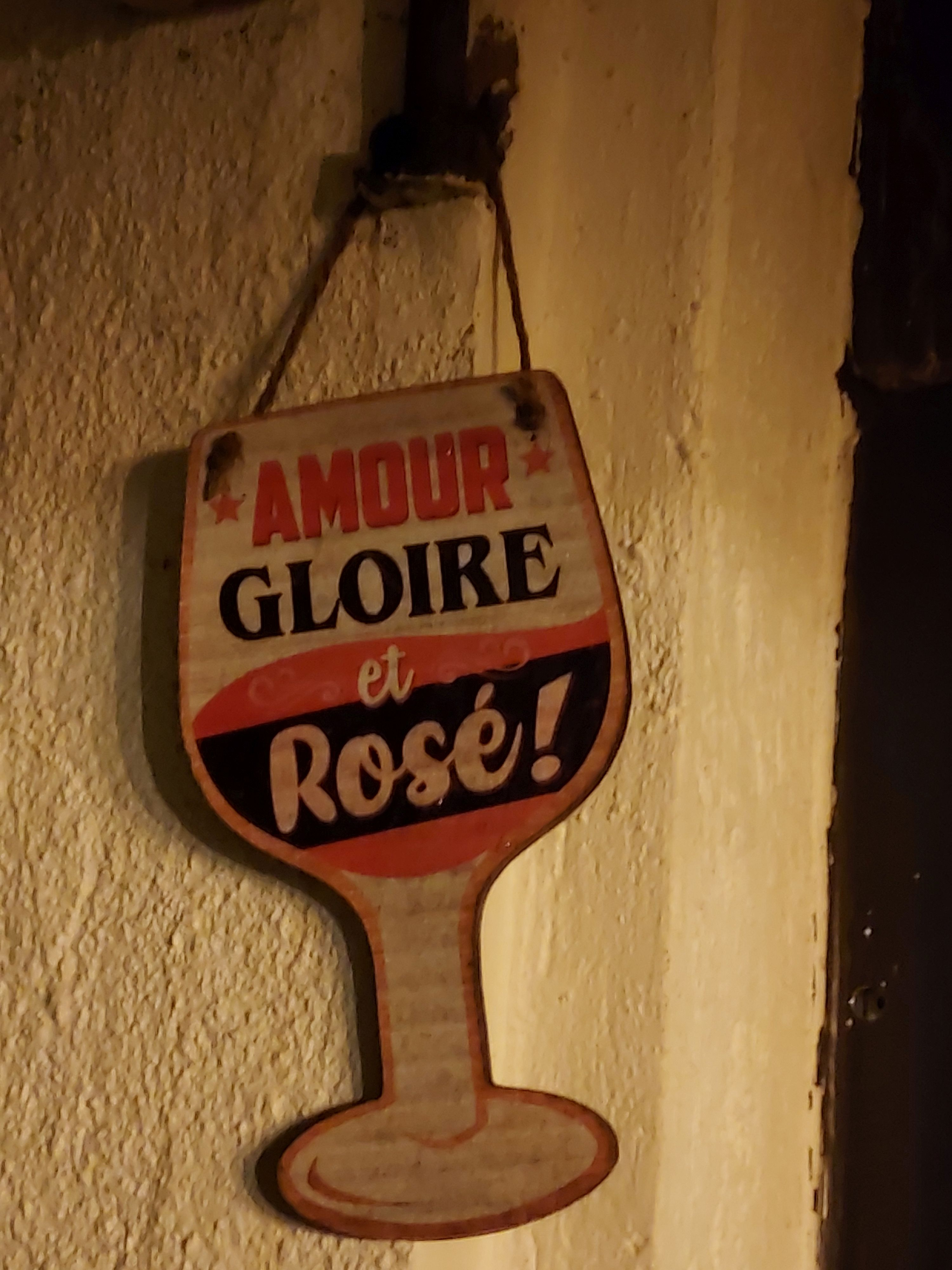
Une publicité ancienne pour le vin rosé.

Le vin rosé, ou plus simplement le rosé, ne possède pas de définition satisfaisante malgré de longs débats tant en France qu'à l'étranger. En effet, si la législation européenne ou l'Organisation internationale de la vigne et du vin donnent bien une définition du vin, elles n'en proposent aucune pour les vins blancs, les vins rouges ou encore les vins rosés. En fait, les usages se sont parfaitement accommodés de ce vide, puisqu'on édicte des règlements et des circulaires, on négocie, on signe des contrats, bref on reconnaît une existence indéniable au rosé dans le monde du vin. 
La controverse actuelle autour des mélanges de vin rouge et de vin blanc pour élaborer du rosé est l’occasion pour les producteurs de rappeler la spécificité technique de ce produit. Le vin rosé peut être décrit comme le produit issu de la fermentation alcoolique d’un moût obtenu par une macération pelliculaire préfermentaire maîtrisée de raisins noirs (à jus blanc).
Bien qu'il s'agisse probablement du plus vieux vin de l'histoire, les rosés étaient jusqu'à une époque récente perçus comme « des vins fruités, de structure légère et qui se boivent frais […] il n’en reste pas moins vrai qu’ils ne sont pas de grande classe […] on ne leur apporte pas toujours les soins nécessaires […] surtout on leur réserve rarement les meilleures vendanges […] ce type de vinification peut être recommandé pour éviter certains défauts des raisins noirs manquant de maturité, atteints de pourriture, possédant une saveur désagréable […] ou pour obtenir un vin rouge plus concentré. ».
Cette citation extraite d’un ouvrage récent résume à elle seule le statut dans lequel le vin rosé a été longtemps enfermé : vin secondaire, élaboré par défaut, sans grande technicité et indigne de l’intérêt de l’œnologue. La situation pouvait paraître paradoxale au regard de l'importance historique de ce type de vinification. L’engouement des consommateurs a progressivement permis de réviser cette perception que l'on peut considérer aujourd'hui comme obsolète.

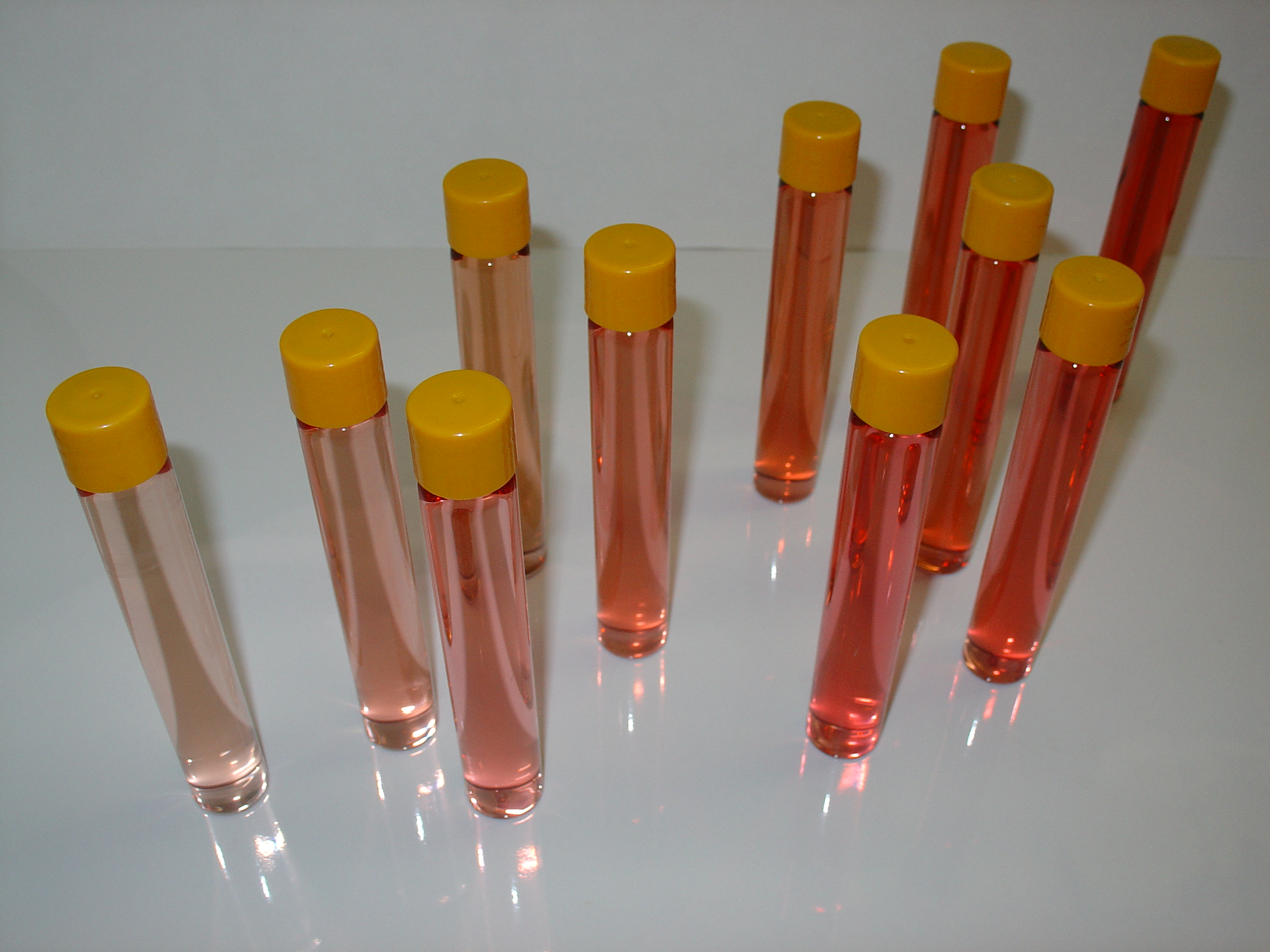
Gamme de couleurs de vins rosés.

D’expérience, le vinificateur sait qu’il est difficile d’obtenir un vin rosé à la fois fruité et équilibré, de maîtriser sa couleur et surtout d’être régulier d’un millésime à l’autre.[réf. nécessaire]

## Histoire

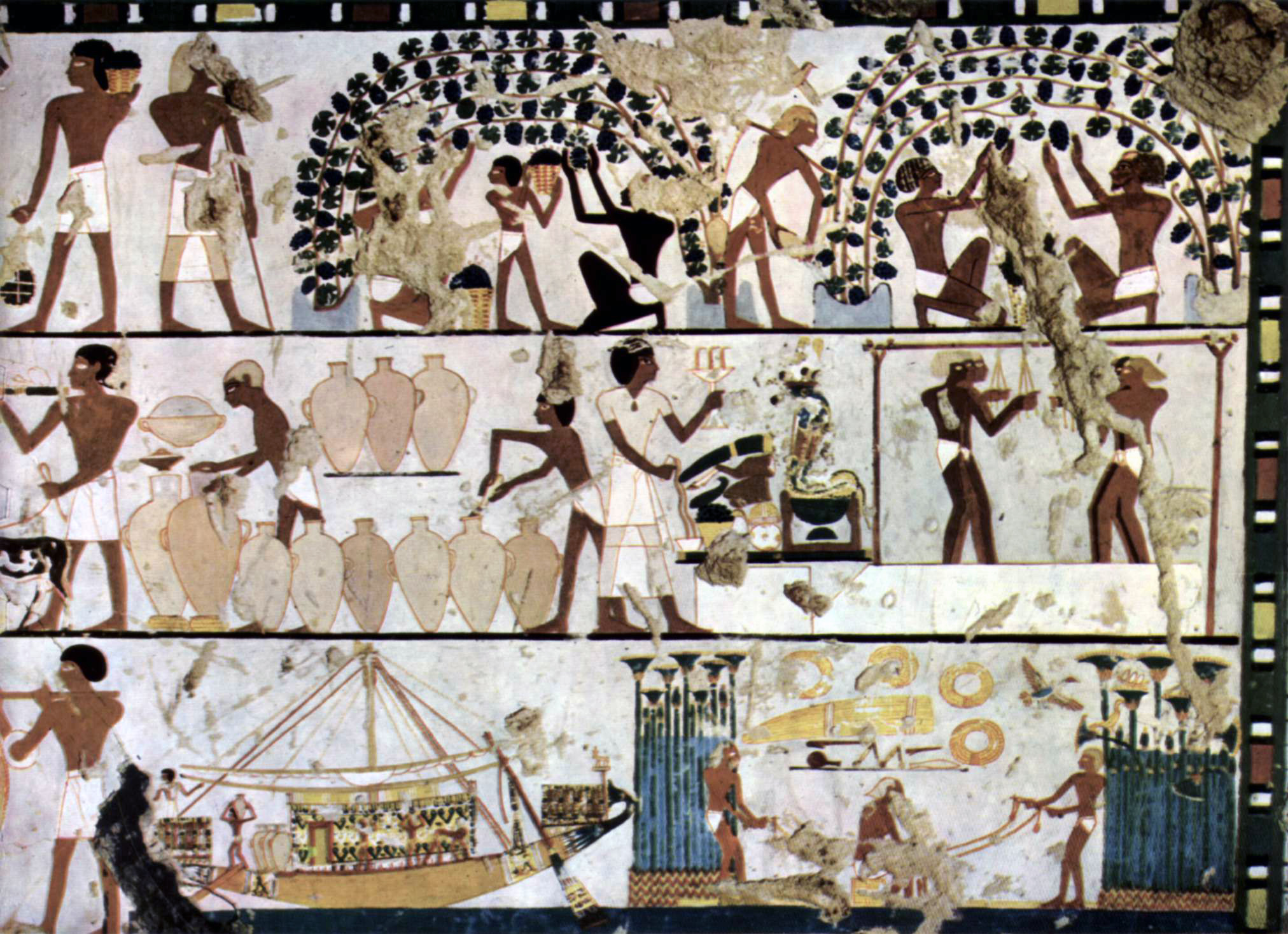
Scène de vendanges dans l'Égypte antique.

### Le rosé, premier vin de l’histoire
L’histoire de la vigne se confond avec celle du bassin méditerranéen. Il y a plus d’un million d’années, la vigne y poussait déjà sous forme de lambrusques, lianes sauvages qui n’ont qu’une très lointaine ressemblance avec nos modernes cépages.
Bien que l’on trouve des traces de culture de la vigne datant de fort longtemps (VIe millénaire av. J.-C. en Mésopotamie et Espagne par exemple), c’est dans la haute antiquité (IIIe millénaire av. J.-C. environ) que naissent en Mésopotamie, les premières techniques de vinification et surtout la « Culture du Vin ». 

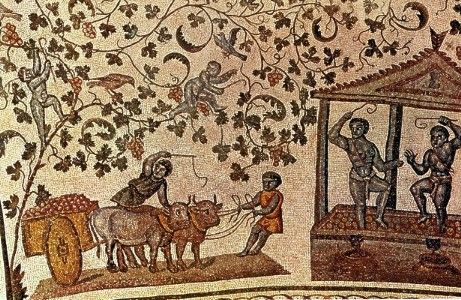
Scène de vendanges, Rome,

Les peintures égyptiennes attestent déjà de l’importance de la vigne à cette époque. Mais c’est la civilisation grecque qui apporte le meilleur éclairage sur les pratiques de l’antiquité. L’usage grec voulait que l’on utilise toute une série de vases (cratère) dont les formes variées correspondaient à l’habitude de mélanger le vin et l’eau ; ces récipients étaient décorés de peintures qui mettaient le plus souvent en scène des satyres chargés de l’élaboration du vin mais aussi d’une part de sa consommation, et parfois Dionysos lui-même.
L’étude des représentations les plus anciennes montre que le vin élaboré alors ne pouvait qu’être de couleur claire puisque le raisin qui est apporté sur le lieu de vinification est soit « foulé », soit  pressé directement, le vinificateur recueille immédiatement le jus afin de le faire fermenter « en clair ». Sans cuvaison, il était de fait impossible d’obtenir une couleur rouge soutenue. Ainsi nombre de représentations anciennes (vases, mosaïques, bas-reliefs...) montrent à l’évidence la pratique courante de la vinification en rosé, que ce soit en Égypte, en Grèce ou à Rome.

### Une diffusion à la faveur du commerce et des invasions

#### Le «vinum clarum»

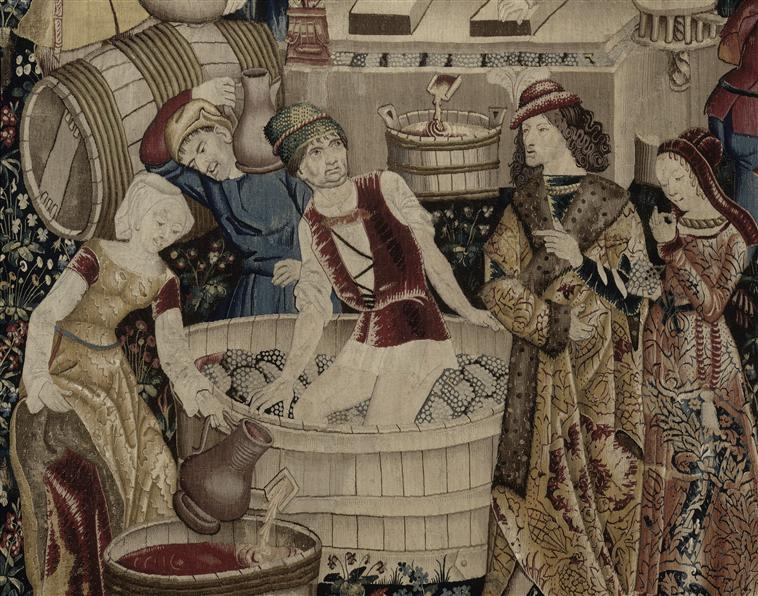
Tapisserie du musée national du Moyen Âge représentant les vendanges vers 1500.

Tout au long de l’antiquité, à la faveur du commerce et parfois des invasions, la connaissance du vin va se répandre sur tout le pourtour du bassin méditerranéen. Ainsi, lorsque 600 ans avant Jésus Christ, les phocéens débarquent sur la côte Provençale, fondent Marseille et essaiment peu à peu dans la région, ils apportent en même temps dans les cales de leurs navires, leur culture du vin et leurs vins de « couleur claire ». 
L’extension de l’Empire romain va entraîner celle de la culture du vin et dans les pas des légions romaines, au début de l’ère chrétienne, la vigne se répand en Espagne et en Gaule, jusqu’en des régions très septentrionales. 
Durant toute cette période, la vinification qui se faisait essentiellement à base de raisins noirs, reste exempte de macération, les vins étaient donc aussi, comme depuis la haute antiquité, de « couleur claire ». Le jus était en général recueilli après un simple foulage et la pressée était immédiate. Le pressoir était connu depuis longtemps déjà mais c’étaient de lourdes machines, fort onéreuses et peu de caves pouvaient en posséder. Les plus riches, mieux équipés, pouvaient presser à la demande pour les plus modestes, mais moyennant un paiement le plus souvent jugé trop onéreux.  
À la chute de l’Empire Romain, l’Église maintient dans ses diocèses, la culture de la vigne et du vin, et répand sa commercialisation. Le vignoble s’étend alors régulièrement partout en Europe, aidé en cela par l’extension des ordres monastiques, friands de ce vin clair dénommé par eux « vinum clarum », et qui deviendra plus simplement « claret » puis « clairet ». D’autres types de vins composaient cependant la palette de l’époque ; le blanc, et le vermeil ou noir, « vinum rubeum », obtenu par une macération plus longue. À noter qu’il semble que, mis à part en Italie, les raisins aient été pendant des siècles, très majoritairement de couleur noire.

#### Le « Clairet »

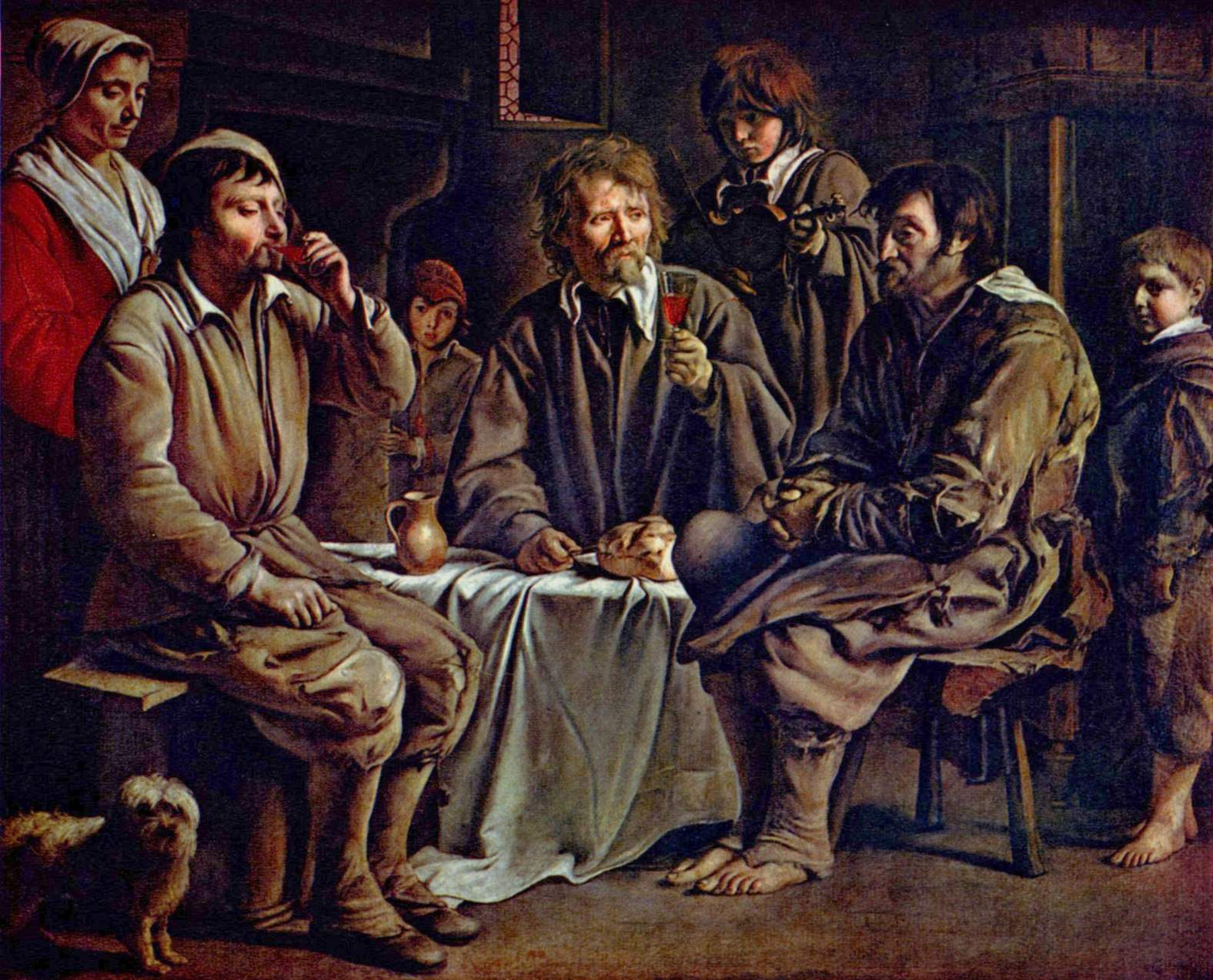
Louis Le Nain, Le Repas de paysans, 1642.

À partir du XIIIe siècle, la région bordelaise et, dans une moindre mesure, les autres régions de production, établissent avec l’Angleterre et les pays nordiques un fructueux commerce de « clairet » ; les domaines importants de l’archevêché de Bordeaux produisaient à cette époque 87 % de clairet pour 13 % de vin rouge (vinum rubeum), et une part tout à fait négligeable de vin blanc. Ces proportions étaient la règle, non seulement dans le bordelais, mais également dans les autres régions viticoles françaises.
La demande de « clairet » est encore en hausse au XVIe siècle, et à cette époque c’est toujours le vin préféré des anglais. Mais il est également très apprécié dans l’Europe du Nord, où l’acheminent les marchands flamands et hollandais qui introduisent à cette époque la pratique du sulfitage. Il faut remarquer qu'à la même époque, les peintres hollandais n’ont représenté dans les carafes et les verres, que du « vin clair ». Les statistiques douanières du port de Bruges révèlent que la consommation de clairet est en Belgique, au XVe siècle et XVIe siècle, de 76 litres par habitant. À Paris, un inventaire de 169 caves de financiers réalisé dans la première moitié du XVIIe siècle fait état d’une proportion de 80 % de « clairet ». 
Les écrits de médecins renseignent sur la perception que l’on avait des clairets ; on appréciait leur vivacité, leur fraîcheur, on les considérait comme des vins « sains », « nourrissant peu le corps », et destinés aux consommateurs urbains et plutôt aristocrates. 
À cette époque, le clairet est fait par « saignée », mais comprend aussi parfois un mélange de raisins blancs et de raisins noirs, puisque l’on considérait alors que complanter des cépages rouges et blancs pouvait à juste titre protéger la récolte des gelées. 
C’est en 1682 dans le vignoble d'Argenteuil que l’on note pour la première fois parmi toutes les dénominations désignant les vins clairs, l’apparition du terme « vin rosé ».
Le terme « clairet » a survécu à la généralisation du vin rosé, et reste aujourd'hui une mention traditionnelle dont l'utilisation est protégée pour des vins d'appellation d'origine contrôlée Bordeaux (Bordeaux-clairet) et Bourgogne.

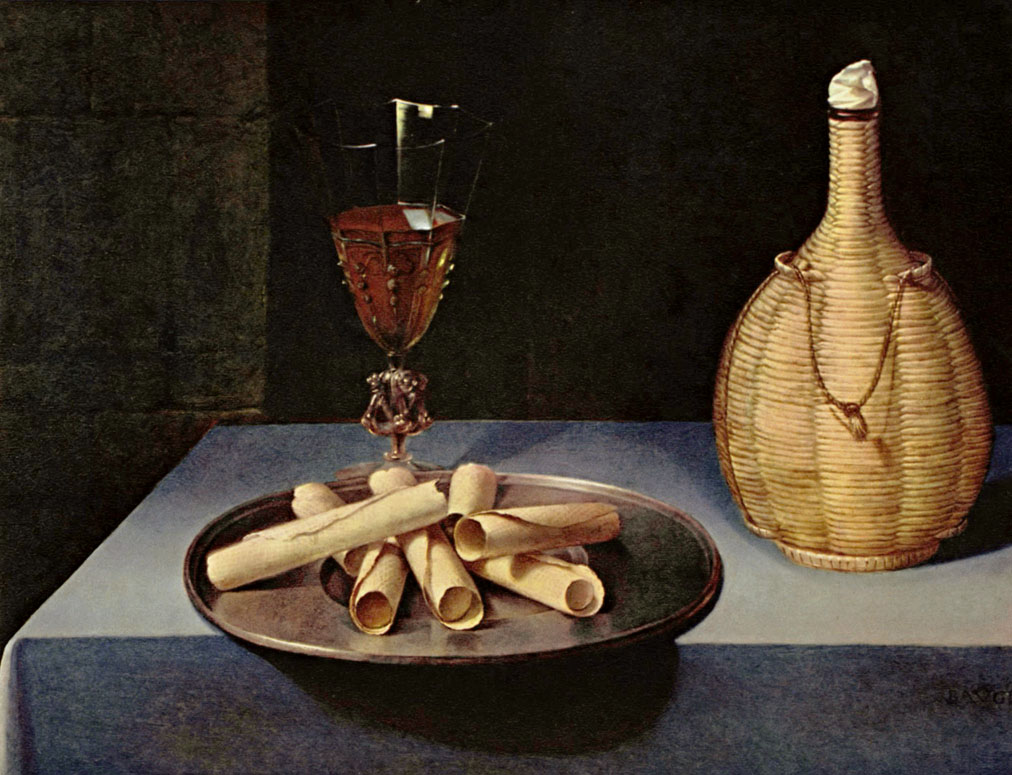
Le dessert de gaufrettes, Lubin Baugin.
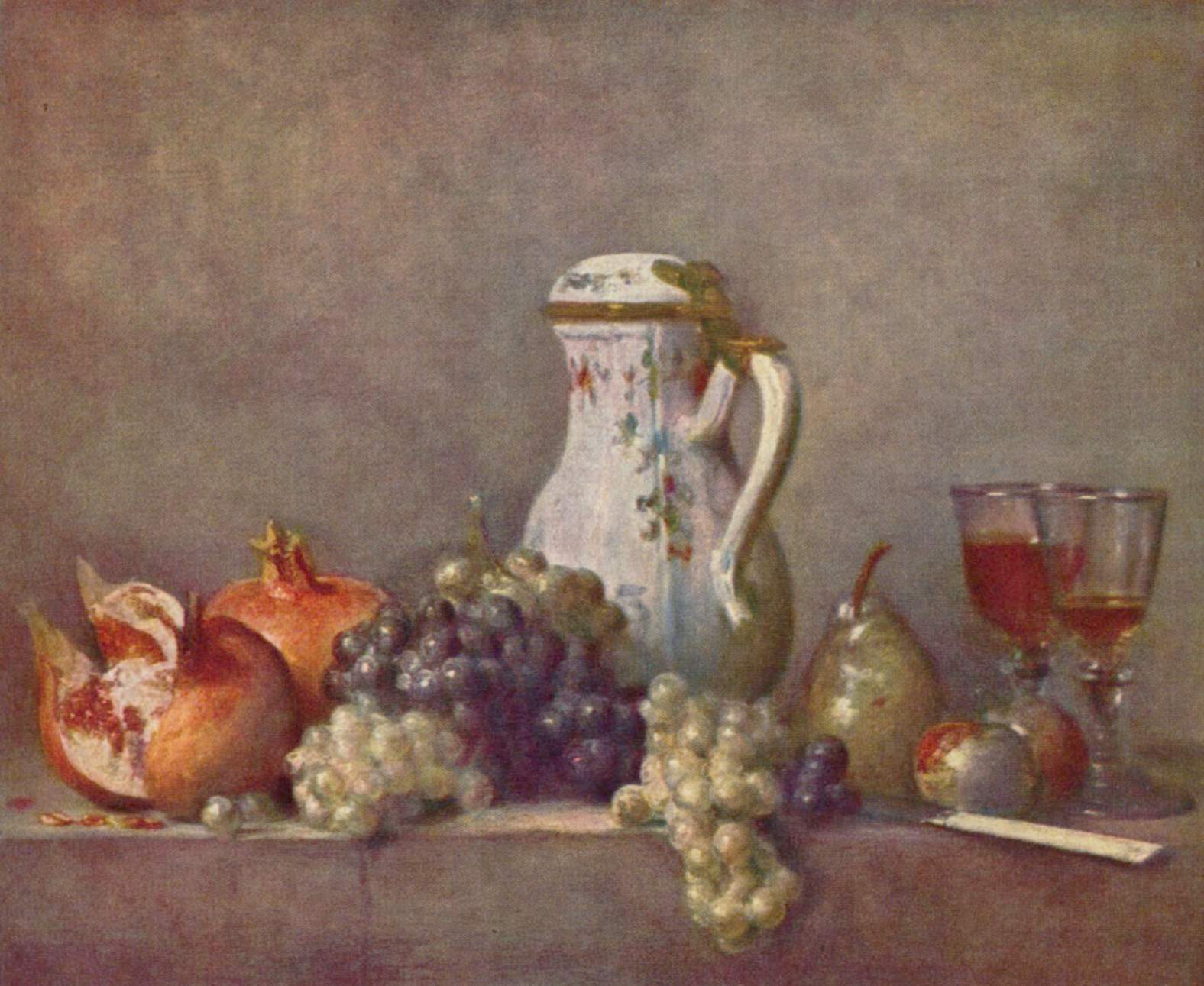
Raisins et grenades, Jean-Baptiste Siméon Chardin.
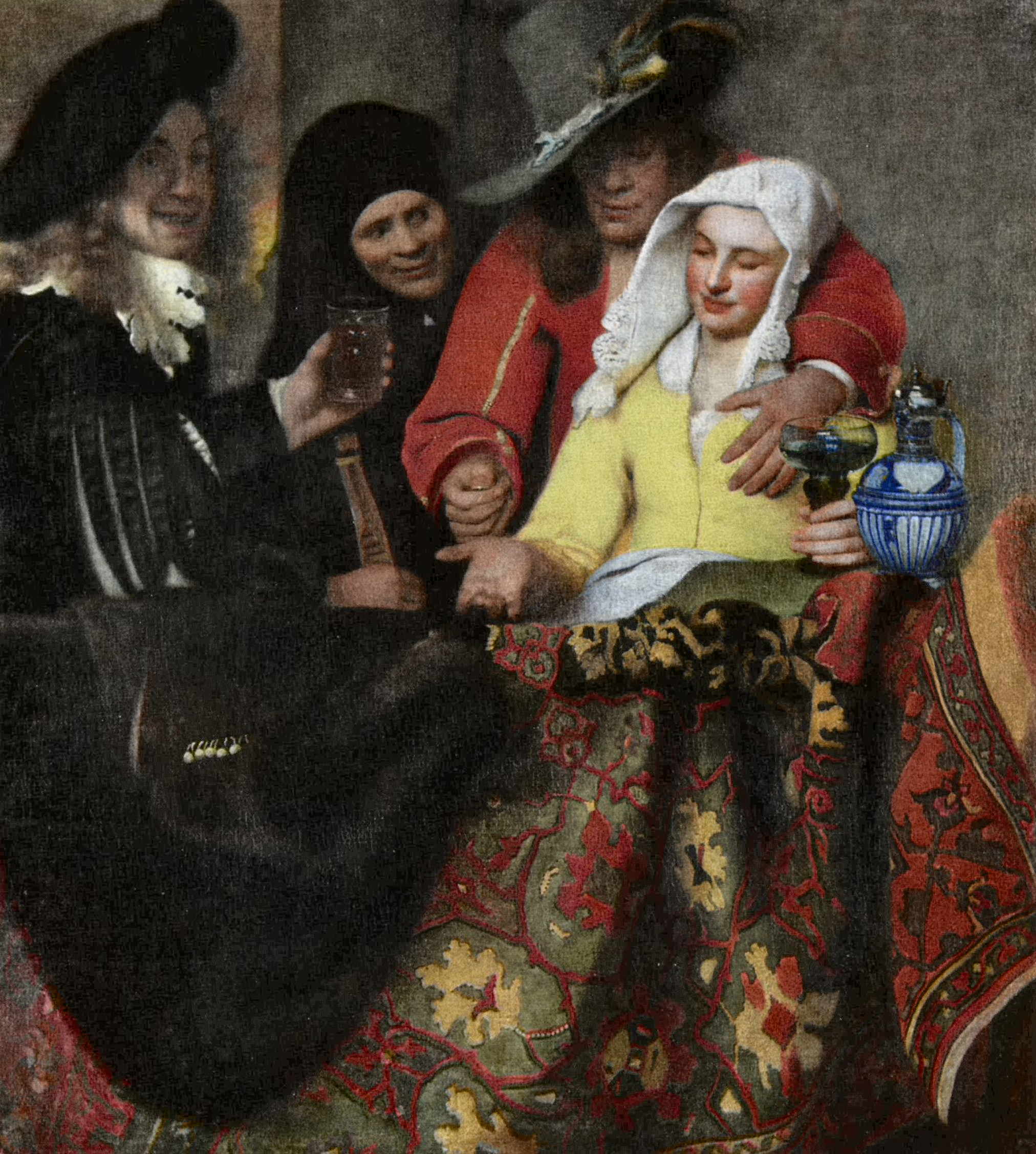
L'entremetteuse (1656), Johannes Vermeer.
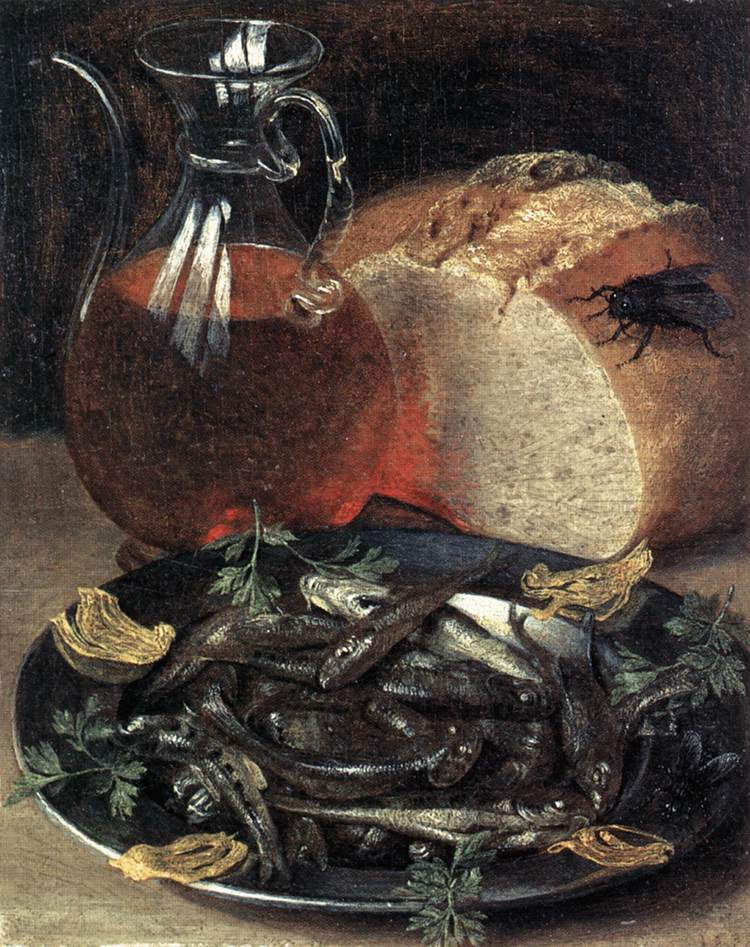
Nature morte au poisson (1637), Georg Flegel.

### Un tournant majeur finXVIIesiècle

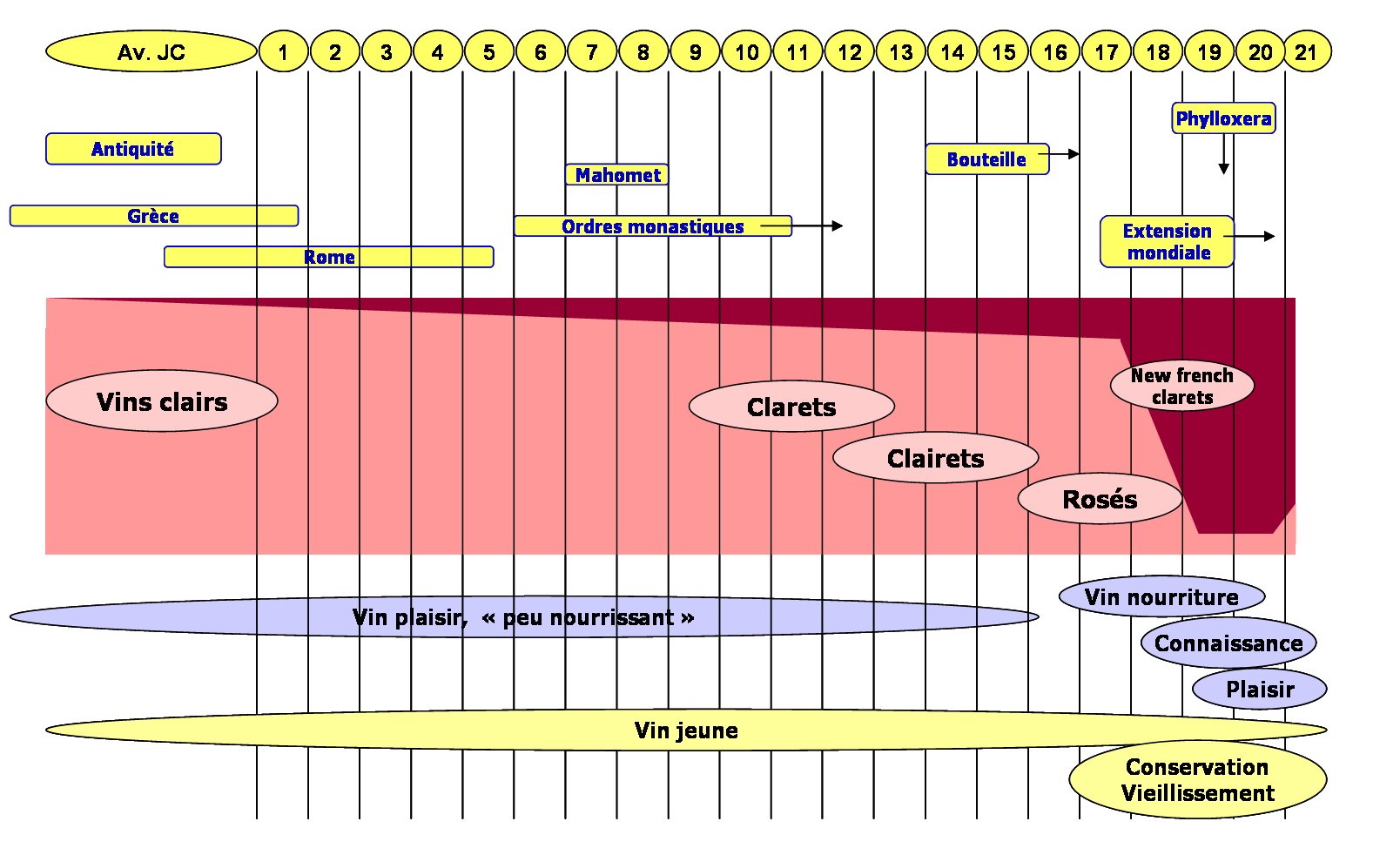
Évolution schématique des proportions de rosés et de rouges élaborées.

Pendant des siècles, le clairet a dominé largement la production et les échanges, mais, à la fin du XVIIe siècle, la demande populaire, surtout à Paris, s’oriente vers les vins plus fortement colorés, plus rudes, plus tanniques, issus d’une macération plus longue que le clairet. Ces vins, qui existaient depuis plusieurs siècles mais dont la demande ne s’était pas exprimée jusqu’alors, sont désormais considérés comme « plus nourrissants », propres aux travailleurs manuels auxquels ils sont censés donner de la force. Ils sont le plus souvent élaborés en basse Bourgogne, Béarn, Gaillac, Cahors, ou Espagne. Au fil des décennies, ils seront appelés « vins noirs » ou « vins vermeils », puis tout simplement « vins rouges ».
Au XVIIIe siècle, dans toutes les régions de production, la durée de cuvaison augmente donc peu à peu, et les moûts restent sur les marcs ; la couleur du vin évolue du rosé vers le rouge, alors que s’amorcent en France les mouvements sociaux qui conduiront la bourgeoisie à supplanter l’aristocratie. Rien ne permet aujourd’hui d’établir un parallèle entre ces deux évolutions, mais la coïncidence est troublante.
En Angleterre également, la demande s’oriente vers les « new french clarets » qui sont bien loin des vins désignés auparavant sous le terme de « clarets », puisqu’ils sont beaucoup plus fortement colorés. Par la suite, l’Angleterre conservera cependant le terme de « claret » mais comme synonyme de « vins de Bordeaux » alors que le terme de « rosés » se généralisera partout ailleurs en Europe.
Au XIXe siècle, l’ensemble des vins de couleur claire s’est effacé au profit du rouge. À l’aube du XXe siècle, les replantations consécutives à la crise du phylloxéra confirment la tendance ; les cépages les plus utilisés sont ceux qui produisent des raisins particulièrement colorés. 
À cette époque, après avoir pendant des siècles dominé à plus de 80 % la production et la consommation, le clairet et l’ensemble des vins que l’on range désormais sous le vocable « vins rosés », sont réduits à moins de 10 % du marché. Le changement s’est opéré en un siècle, et même si la majorité des vignobles en produisent un peu, la production véritable se cantonne désormais à quelques régions de France et d’Espagne.
En 1936, sur le territoire français, la migration touristique annuelle vers le sud, provoquée par l’accès aux congés payés d’une part de la population va redonner quelques couleurs au marché du rosé, mais il faudra attendre le début du XXIe siècle pour que, après une profonde mutation qualitative, le rosé retrouve le chemin des goûts et des tendances de la consommation. 

## Marchés et tendances de consommation

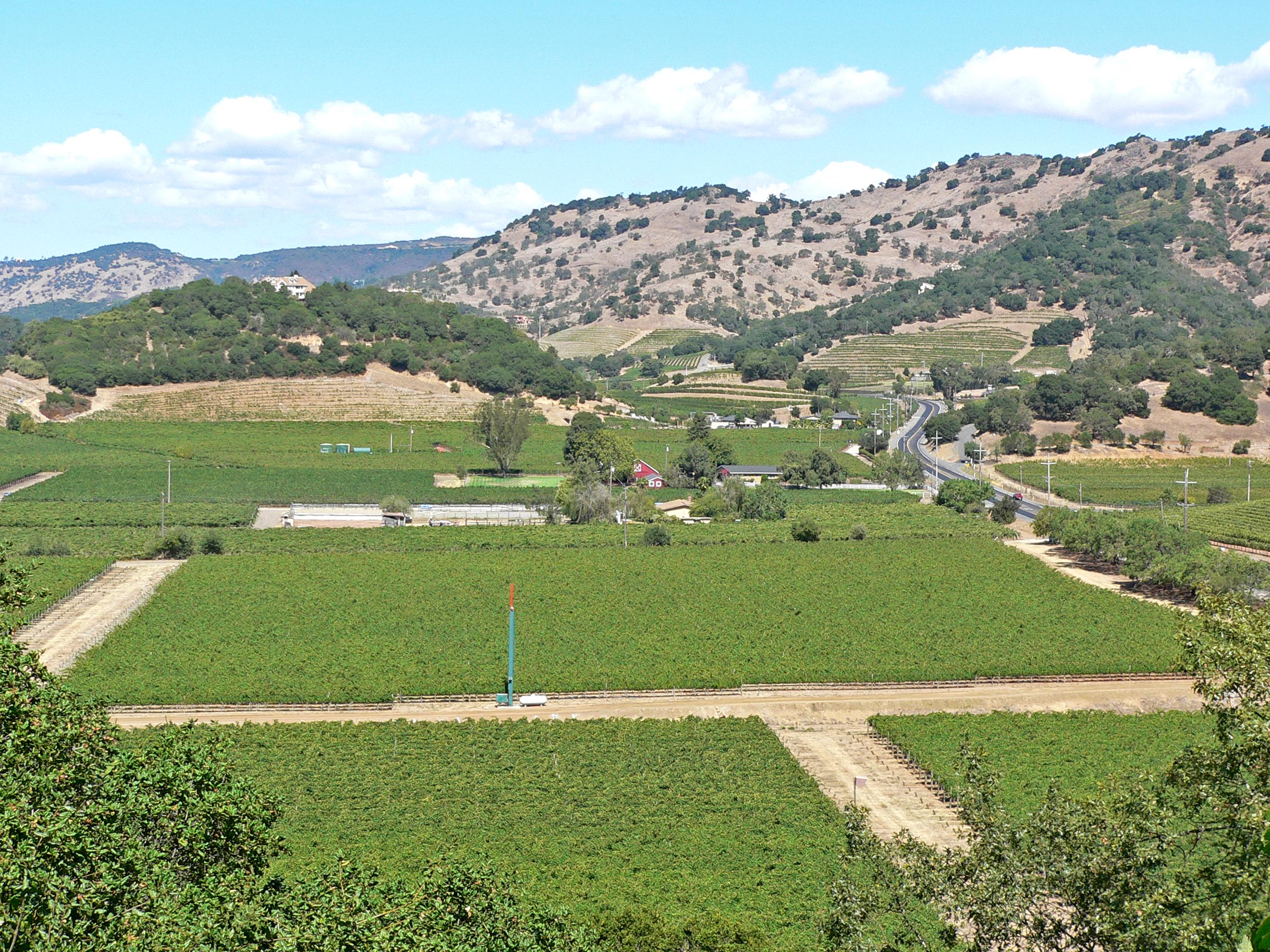
Vignoble de la Napa Valley.

Jusqu'à une période récente, il était difficile de cerner précisément la production car les statistiques ne distinguaient pas les vins rosés des vins rouges. Aujourd'hui il est possible d'affirmer que les rosés représentent un peu plus de 8,5 % de la production mondiale de vin soit 21,5 millions d’hectolitres contre 20 millions en 2002. Les trois quarts des volumes sont produits en Europe dont un quart en France, loin devant les États-Unis (18 %), l’Afrique du Nord et l’Europe de l’Est (2 % soit 500 000 hectolitres). La France occupe la place de premier producteur mondial de vins rosés (29 % en 2006), soit 6 millions d’hectolitres contre 4,5 millions en 2002, suivie de près par l’Italie et l’Espagne, dont la production approcherait respectivement les 4 millions d’hectolitres. Avec une consommation annuelle de 7 millions d’hectolitres, la France est donc importatrice nette de vin rosé. L'Allemagne produit environ 770 000 hectolitres, et en consomme deux fois plus à l’instar des pays d’Europe du Nord, non producteurs. Avec 1 million d’hectolitres, la région Provence représente à elle seule pratiquement près de 5 % de la production mondiale de vins rosés. 
La première caractéristique du marché du vin rosé est la faiblesse des échanges internationaux. On constate cependant depuis quelques années une augmentation des volumes échangés, qui dépasseraient les 2,5 millions d’hectolitres en 2006, portée par la volonté des distributeurs de travailler avec des fournisseurs de gamme complète. Le rosé, contrairement au vin rouge et au vin blanc, est largement consommé dans la région ou le pays de production, ce qui est une conséquence possible de l’absence de normalisation internationale du produit. Ainsi les principaux pays producteurs sont aussi les principaux pays consommateurs. Le leader mondial que constitue la Provence n’exporte que 10 à 12 % de ses rosés, et préférentiellement vers les pays limitrophes de la France. À l'heure de la mondialisation du marché du vin, la concurrence pour le rosé reste donc essentiellement interne aux pays de production. 

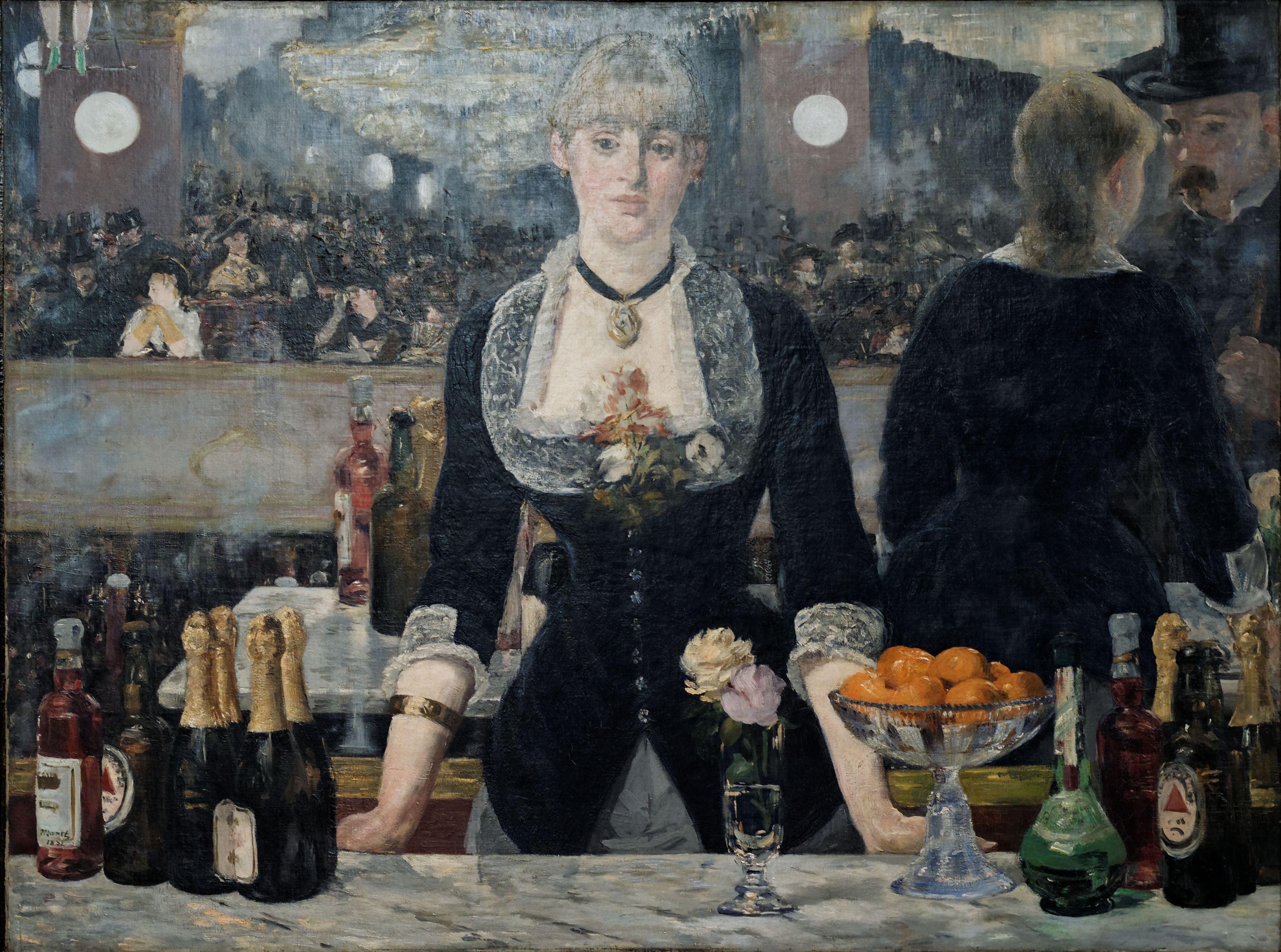
Un bar aux Folies Bergère, d'Édouard Manet.

Par ailleurs il n'existe pas d'identité générale ni de perception mondiale du vin rosé, mais une somme d’images et de perceptions propres à chaque pays ou groupe de pays ; celles-ci sont parfois fort différentes les unes des autres. Les rosés produits dans le monde couvrent une large palette de goûts et de couleurs, constituant un ensemble diversifié mais un peu hétéroclite, si bien que leur seul dénominateur commun est souvent de n'être considéré comme ni rouges ni blancs.
On peut néanmoins dégager deux grands ensembles avec : 
- les pays dans lesquels le marché du rosé est en crise comme les États-Unis où la consommation de « Blush » a chuté de 17 % en dix ans ;

(blush = vin rosé très pâle; "Blush" est une marque déposée de Mill Creek Vineyards.)
- les pays dans lesquels la consommation et le marché du rosé sont en pleine mutation, comme la France, où on assiste à un changement de mode de consommation du produit « vin ». De même, le blush de Californie (white Zinfandel) a connu un développement remarquable au cours des dernières années au Royaume-Uni[11].

Dans les années 2010 des millions de bouteilles de vin rosé espagnol sont vendues frauduleusement comme du vin français. En 2016, 22 % des entreprises (importateurs, distributeurs, restaurants, étiqueteurs) inspectées par la DGCCRF présentaient des « anomalies plus ou moins graves, allant de l’étiquetage trompeur à la francisation pure et simple de la bouteille. »

## Cépages utilisés
Les cépages qui servent à l'élaboration des vins rosés sont très nombreux et ne sont pas spécifiques de ce type de vinification puisqu'ils servent aussi à la production de vins rouges. Selon les régions on peut citer : le cabernet franc, le merlot, le pineau d'Aunis, le pinot noir, le gamay, le côt, le carignan, le cinsaut, le grenache noir, le tibouren, la syrah, le mourvèdre...

## Techniques d'élaboration
L'élaboration du vin rosé pose des problèmes techniques originaux et exige des connaissances spécifiques.

### Critères de choix d’une parcelle destinée à l’élaboration de vin rosé haut de gamme

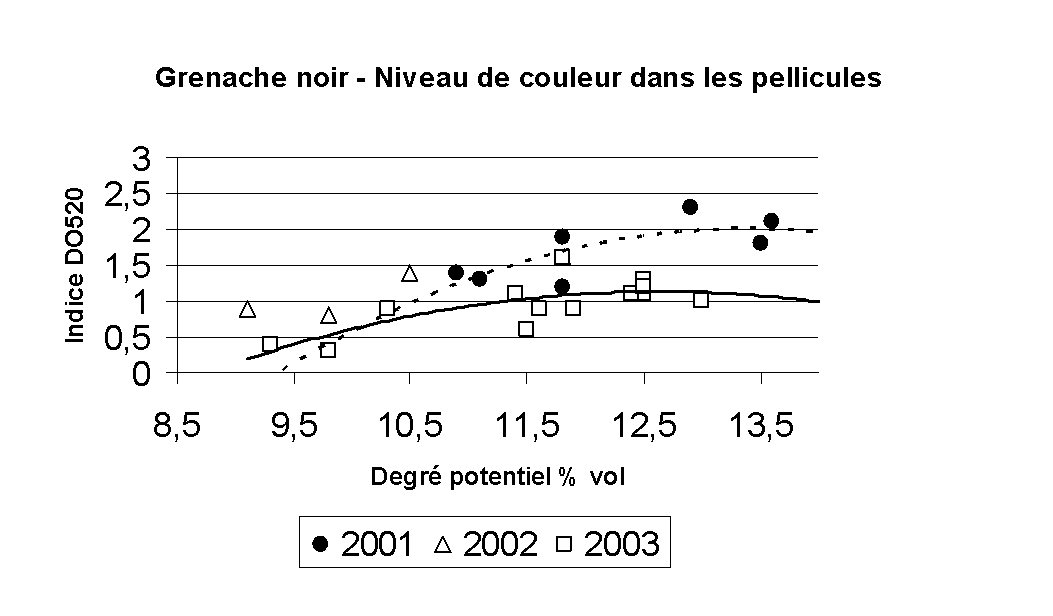
Évolution du potentiel couleur de la vendange au cours de la maturation.

L’expérience montre que les critères habituels de sélection pour une vendange à fort potentiel œnologique en rouge ne sont pas directement transposables en rosé. En particulier le rapport Surface Foliaire Éclairée / kg de raisin n’est pas aussi pertinent : il servira davantage à fixer des limites.
Les approches les plus récentes montrent que le tri parcellaire pourra prendre en compte plus directement des critères de « contrainte hydrique faible », de « coloration homogène » des baies (véraison complète) avec une bonne « fluidité de la pulpe » (pulpe non gélatineuse).
Le vinificateur devra également être vigilant quant à l’« état sanitaire de la vendange » qui est essentiel pour assurer :
- la vivacité (la nuance violacée) mais aussi la stabilité de la couleur des vins rosés (absence d'oxydases et notamment d'enzyme laccase produite par le botrytis)
- la netteté aromatique des jus (absence de goûts « terreux »)
- la qualité du débourbage en permettant une moindre contamination microbiologique des raisins par la microflore indigène.

Le dernier point à prendre en compte, est essentiel pour le vinificateur de rosé : il consiste à évaluer le « potentiel couleur de la vendange » qui est variable selon les cépages, et pour un même cépage selon le niveau de maturité et le millésime comme le montre le graphique. Une approche empirique consiste à noter le nombre de nuits fraîches (< 15 °C) en août car l'amplitude thermique jour / nuit est favorable à l'accumulation des anthocyanes dans la pellicule de la baie de raisin. Sur le graphique ci-contre, on notera par exemple le plus faible niveau de la courbe correspondant au millésime 2003, année de canicule en Europe.

### Le difficile équilibre couleur / rondeur

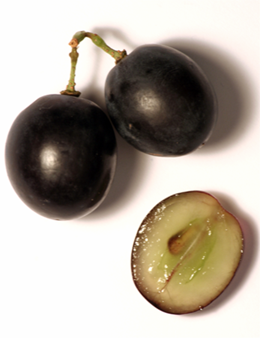
La majorité des cépages « de cuve » sont noirs à jus blanc ; seule la pellicule est colorée.

Les qualités de « fruité » et surtout de « rondeur en bouche » sont obtenues grâce à une « macération pré-fermentaire », donc en milieu aqueux, de la vendange et qui permet d'extraire sélectivement certains composés pelliculaires (précurseurs d'arômes, polysaccharides…). Cette macération est aussi favorable à une diffusion vers le moût des anthocyanes responsables de la couleur du raisin et donc du vin. Le vinificateur doit donc trouver le bon équilibre entre la couleur souhaitée pour le vin fini et le profil gustatif (rondeur, perception acide…) de ce même vin.
Parmi les facteurs dont dépend cet équilibre, la température de la vendange est un levier puissant pour la maîtrise des phénomènes de diffusion de la pellicule vers le jus. Ainsi la récolte matinale, lorsque la température est fraîche, constitue le plus souvent la règle, en particulier dans les régions méridionales comme la Provence.
En résumé pour obtenir le vin recherché, le vinificateur devra donc trouver le meilleur compromis entre :
1. Le niveau de maturité dont dépend le potentiel couleur de la vendange ;
2. La température de récolte qui détermine la vitesse de diffusion des composés pelliculaires ;
3. La durée de la macération pré-fermentaire qui conditionne l'intensité de ces mêmes phénomènes.

### Méthodes d'obtention des jus
La vinification en rosé peut s'effectuer selon deux grands principes :

#### La saignée
Historiquement, le vin rosé provenait du jus écoulé dès l’encuvage des rouges de façon à augmenter la concentration de ceux-ci, par simple augmentation du rapport solide/liquide (dans ce cas, les éléments de la pellicule diffusent vers une quantité plus faible de jus, le vin rouge obtenu était ainsi plus « corsé »). 
Cette technique convient pour des caves peu spécialisées dans l'élaboration des rosés et présente plusieurs inconvénients :
1. Les premiers jus sont aussi les plus sucrés, de sorte que le rosé élaboré est souvent « alcooleux », c'est-à-dire qu'il présente un caractère « brûlant » à la dégustation, lié au fort titre alcoométrique volumique obtenu après fermentation. De plus, une maturité élevée est généralement recherchée pour la vendange destinée à l'élaboration des rouges car la couleur et la qualité des tanins sont souvent supérieurs, ce qui accentue encore le problème pour l'élaboration des rosés issus des saignés de ces mêmes cuves ;
2. La macération ainsi effectuée donne des jus plus colorés ce qui n’est pas compatible avec le style de certains vins rosés actuels ;
3. Le rendement d'extraction est limité avec un maximum aux environs de 20 % de jus recueilli ce qui cantonne la production de rosé à un rôle marginal à l’échelle d’une cave entière.

Le principe de la « saignée » se perpétue dans les régions à vocation rosé par l’utilisation de « cuves techniques » dites « égoutteuses » (FABBRI, ELITE…) dans lesquelles le vinificateur peut laisser macérer la vendange plus ou moins longtemps selon son objectif, soit en pratique entre 2 et 20 heures. Ces cuves permettent d’extraire jusqu’à 60 % des jus, en particulier si la vendange est enzymée. Elles peuvent également servir de cuve « tampon » pour absorber le flux d'entrée de vendange, qui peut être soutenu dans le cas d'une récolte mécanique, lorsque les pressoirs sont indisponibles.

#### Le pressurage direct
C’est la technique la plus souvent retenue pour l’élaboration des rosés « modernes ».
La vendange est directement déversée dans le pressoir, qui est aujourd’hui pneumatique, de sorte que la macération ne dure que le temps du remplissage. L’extraction est ensuite lancée selon un cycle dans lequel se succèdent des phases à des niveaux de pression qui augmentent progressivement, alternées avec des phases de « rebêchage » au cours desquelles la membrane se dégonfle alors que la cuve du pressoir effectue quelques rotations pour émietter le marc.
En fonction de la couleur des jus et de leur qualité gustative (l’agressivité tannique augmente au fur et à mesure de l’avancement du pressurage), ces jus seront conservés ou non ; on parle alors de « fractionnement des jus du pressurage ». Ils peuvent être vinifiés séparément, et faire l'objet de traitements particuliers comme des collages pour être ensuite introduits dans les assemblages selon dégustation.
Le fonctionnement discontinu des pressoirs actuels impose une organisation du chantier de récolte de façon à optimiser le flux des raisins vers l'atelier de pressurage qui doit aussi être dimensionné en conséquence.

### Recherche de la netteté aromatique

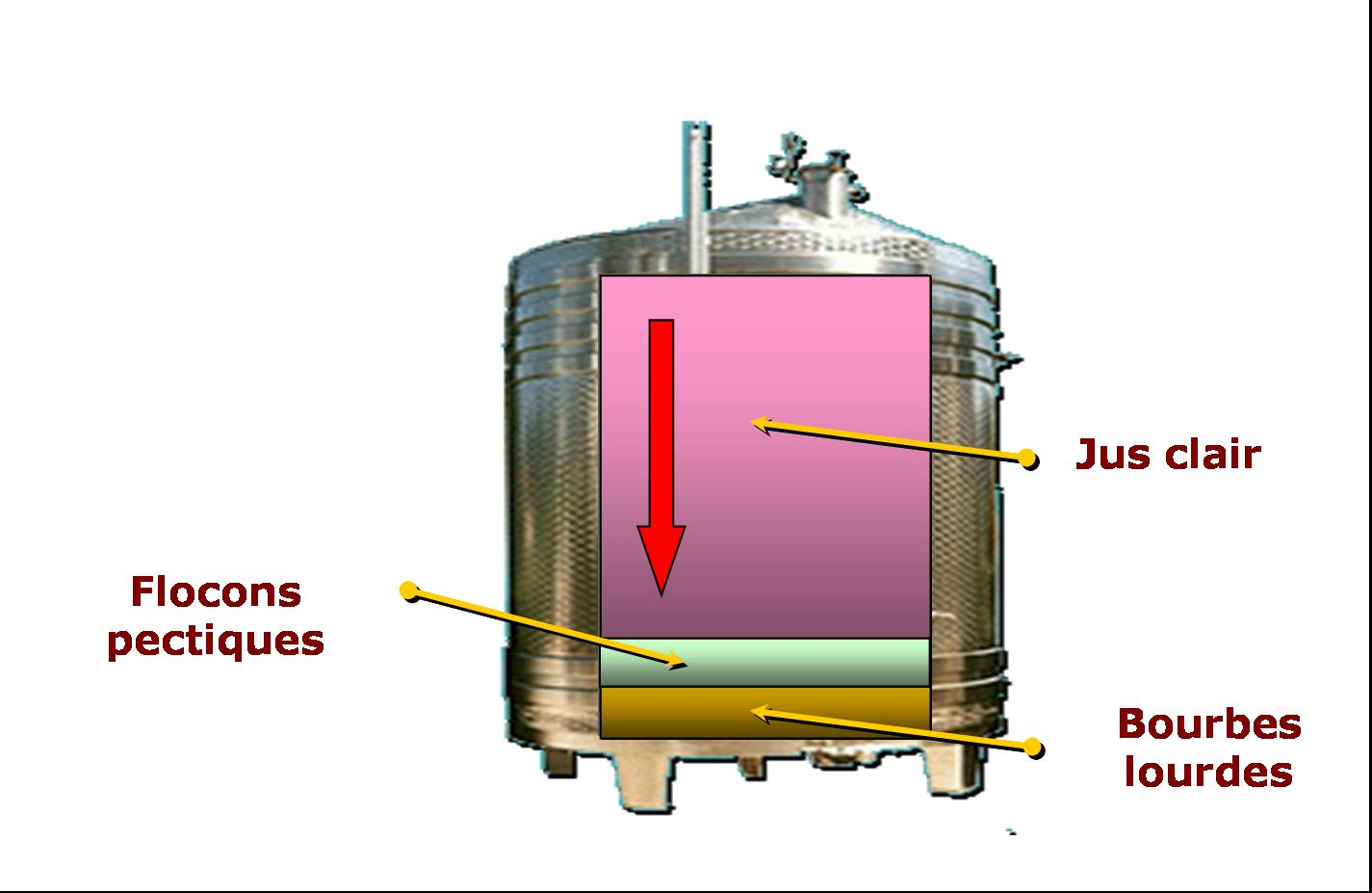
Schéma de principe du débourbage statique.

Comme pour l’élaboration des vins blancs, le moût rosé obtenu par saignée ou pressurage direct doit être clarifié avant fermentation ; c’est le débourbage. Cette étape est essentielle si on veut obtenir un vin rosé fruité et net d’un point de vue aromatique, sans odeurs végétales ou soufrées désagréables.
Le niveau de débourbage recherché pour une vinification en rosé se situe entre 50 et 200 NTU, en dessous les risques de fermentation alcoolique difficile augmentent et le vin manque souvent de « rondeur » en bouche, au-dessus la clarification est insuffisante pour atteindre les objectifs de finesse aromatique du vin.
La technique de débourbage la plus simple consiste en une décantation statique des jus, le plus souvent après un enzymage pour hydrolyser les composés pectiques qui gênent la clarification spontanée. Une température fraîche (10 à 14 °C) facilite la sédimentation des bourbes et réduit le développement des contaminants qui peuvent enclencher spontanément une fermentation alcoolique encore indésirable à ce stade. De même, le sulfitage et l’hygiène participent à la maîtrise des contaminants éventuels.
Les bourbes sédimentées en fond de cuve peuvent ensuite être filtrées sur filtre rotatif sous vide ou filtre presse pour être réincorporées dans les jus clairs avant fermentation.

### Conduire la fermentation alcoolique
La Provence possède le plus grand vignoble d’AOC rosé (voir données économiques) ; cette situation méridionale n’est pas neutre du point de vue de la composition des moûts. Les conditions de maturation de la région donnent des jus facilement riches en sucre et pauvres en azote assimilable ce qui constitue une double difficulté pour la levure. 
L’objectif d’obtention d’un vin « fruité » impose également une fermentation à température contrôlée (entre 14 et 20 °C selon le style recherché) sur des jus clarifiés, ce qui crée des difficultés supplémentaires.
Le vinificateur de rosés doit donc être bon technicien pour conduire les fermentations alcooliques à leur terme.
À ce stade, des collages (PVPP / Bentonite notamment) peuvent être réalisés pour diminuer la couleur encore instable dans les jus et obtenir la stabilité protéique du vin.
Après achèvement des sucres, le vin est progressivement clarifié par simple décantation statique (soutirage) ou par centrifugation. La fermentation malolactique est le plus souvent bloquée pour conserver le style aromatique (fruité frais) et éviter le jaunissement prématuré de la couleur.

### Conserver le style du vin rosé

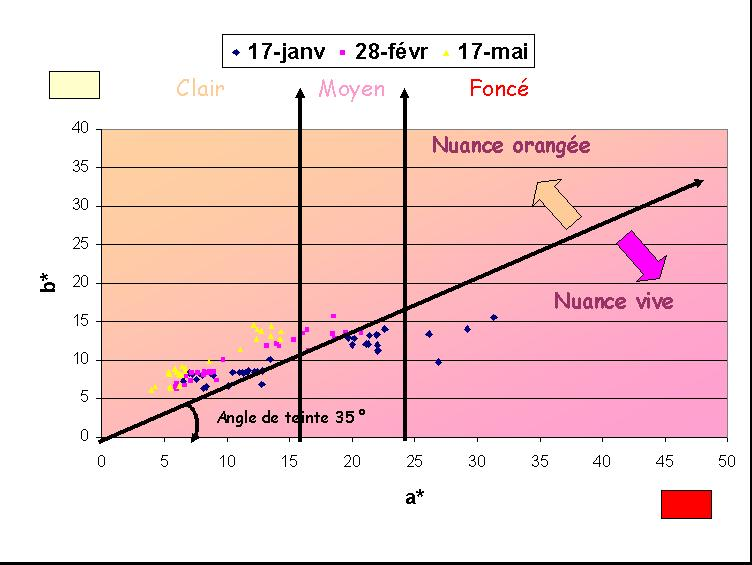
Graphique chromamétrique (référentiel CIE Lab) illustrant l'évolution au cours du temps de la couleur des vins rosés d'une cave.

Les qualités de fraîcheur et de jeunesse qui font le succès actuel du vin rosé sont difficiles à conserver dans le temps. Ainsi le vin prend progressivement des notes « miellées », « cire d’abeille », « gelée de coings », « prune »,  qui caractérisent l’évolution normale du style aromatique. Parallèlement, la couleur évolue vers des nuances orangées et ce d’autant plus facilement que la couleur de départ est légère.
La première des règles consiste à mettre en place dans la cave des procédures de travail du vin qui limitent au maximum l’apport d’oxygène dissous (inertage des circuits, travail à l’abri de l’air…). L’élevage sur lies fines permet aussi d’améliorer légèrement la garde. 
Enfin la conservation à température régulée (moins de 18 °C) permet de profiter plus longtemps des qualités acquises.

## Controverses autour des mélanges de rouge et de blanc
Cette section est promotionnelle ou publicitaire (août 2022). Considérez son contenu avec précaution et/ou discutez-en.
Fin janvier 2009, les 27 États de l'Union européenne (UE), dont la France, ont adopté un projet de règlement autorisant les mélanges de rouge et de blanc à prendre le nom de « rosé ». Ce projet était par ailleurs soutenu par le Comité Européen des Entreprises de Vin (CEEV). Devant la protestation de vignerons, en particulier de Provence, et devant le report d'une décision de l'Organisation mondiale du commerce (OMC) concernant la concordance de cette autorisation avec ses propres règles, la décision de Bruxelles a été repoussée à juin 2009.
François Millo, le directeur du Conseil Interprofessionnel des Vins de Provence, remarquait que cela équivalait à « légaliser la contrefaçon », au moment même où les États du monde entier prétendent lutter contre celle-ci.
Certaines organisations ou lobbys (notamment d'Afrique du Sud et d'Australie, où ces procédés sont déjà utilisés) cherchent à autoriser le mélange de vin rouge et de vin blanc pour faire du vin rosé, ce qui est fortement contesté par les principaux producteurs de vin rosé « traditionnel ». Le 8 juin 2009, la commissaire à l'agriculture européenne Mariann Fischer Boel a annoncé que l'Union Européenne renonçait à légiférer sur le vin rosé : le statu quo sur le mode d'élaboration du vin rosé dans l'Union européenne est donc maintenu. Les producteurs voyaient surtout dans cette mesure une dérive vers une viticulture et une œnologie exclusivement industrielles au détriment d'une tradition partagée collectivement.
Du point de vue technique, le vin rosé n’est ni un vin blanc, ni un vin rouge, ni un mélange de vin blanc et de vin rouge car il possède un mode d’élaboration spécifique.
La différence essentielle entre le vin rosé et le vin rouge porte sur le moment et la durée de la macération pelliculaire. Dans le cas du vin rosé, la macération pelliculaire se déroule dans le moût avant fermentation alors que pour le vin rouge elle a lieu avant, pendant et après la fermentation. La diffusion des composés des pellicules se produit donc en phase aqueuse pour le vin rosé mais en présence d’alcool pour le vin rouge. Les molécules extraites ne sont pas les mêmes dans les deux cas. D’autre part, la durée de la macération pelliculaire influence la quantité des composés extraits. Dans le cas du vin rosé, la macération pelliculaire varie de quelques minutes à quelques heures alors que pour le vin rouge elle dure de quelques jours à quelques semaines. Les composés de la pellicule diffusent plus intensément dans ce deuxième cas. On ne peut donc pas imaginer créer un vin rosé de qualité en éclaircissant la couleur d’un vin rouge.
La différence essentielle entre le vin rosé et le vin blanc porte sur la nature des cépages utilisés. La composition des cépages blancs et des cépages noirs est très différente. Au-delà de la couleur, ils n’ont pas la même composition aromatique ni la même « texture ». On ne peut donc pas imaginer créer un vin rosé de qualité en intensifiant la couleur d’un vin blanc. Dans ce cas, les vins rosés auraient le goût des vins blancs car ils seraient composés d'au moins 98 % de blanc. Ils s’approcheraient des caractéristiques des quelques rares cépages blancs qui se sont répandus en Europe (chardonnay, sauvignon …) : le risque de standardisation serait important. La richesse et la diversité des vins rosés du monde sont menacées. Cette palette de couleur et de goût est pourtant un atout pour le vin rosé.
En France seule une zone d'appellation autorise l'assemblage de vins rouges et blancs en vue de l'obtention d'un rosé, la Champagne, où lors de l'élaboration de la cuvée, il est possible d'assembler des vins de Chardonnay avec ceux de Pinot noir et Pinot Meunier. Pour autant, il ne s'agit pas d'un simple mélange de vins finis puisque cette cuvée doit subir la prise de mousse qui correspond à une nouvelle fermentation, celle de la liqueur de tirage et qui donne la mousse en bouteilles. Elle est ensuite suivie d'une période de vieillissement en bouteilles, de 15 mois minimum dont 12 mois sur lies, et qui contribue encore à modifier le profil du vin obtenu grâce aux phénomènes d'autolyse des levures. Une autre exception à cette interdiction de coupage persiste encore en Europe pour le « vino tinto de mezcla » produit en Espagne.

## Voir aussi

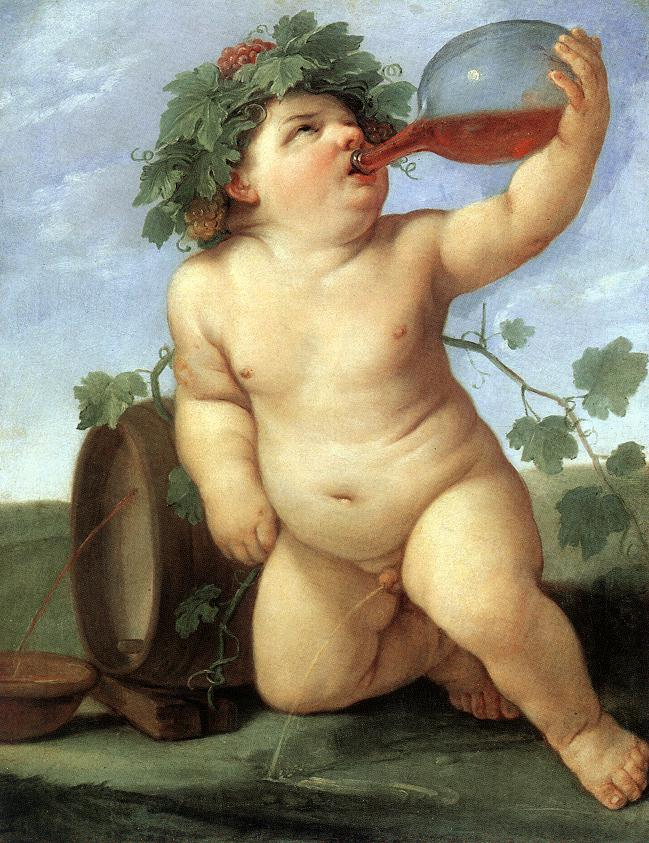
Bacchus de Guido Reni (1575-1642).